# Ludvík Losos
Ludvík Losos (* 29. června 1933 Praha) je český historik a publicista, jenž se ve své odborné praxi věnuje dopravě a umění.

## Život
Narodil se do železničářské rodiny. Jeho otec byl železničním úředníkem a u dráhy pracovali i další příbuzní ze stran obou rodičů. Ludvík navštěvoval pražskou základní školu, ale měšťanskou školu již dokončil v Ústí nad Labem. Následně vystudoval ústeckou Odbornou školu pro provozní chemiky při Spolku pro chemickou a hutní výrobu. Maturitu Losos složil na střekovské jedenáctileté střední škole. Pak pokračoval na pražské Karlově univerzitě, kde studoval dějiny umění, v jejímž rámci se zaměřil na dobové řemeslné techniky a na konzervování památek. Promoval roku 1967.
Vedle Spolku pro chemickou a hutní výrobu působil pracovně počínaje rokem 1951 ve studijním oddělení ve Výzkumném ústavu anorganické chemie, který sídlil v Ústí nad Labem. Již tehdy spolupracoval také s muzei jak v Ústí nad Labem, tak také v Teplicích. Roku 1954 se stal vedoucím okresního muzea v Mostě. Zde působil po dobu sedmi let, během nichž zvelebil místní muzejní expozici a pro veřejnost pořádal i kulturní pořady.
Během roku 1961 změnil zaměstnání a začal působit ve Státním ústavu památkové péče a ochrany přírody, kde zakládal technologickou laboratoř. Od roku 1969 se vedle toho věnoval záchraně historických kolejových vozidel. Po devatenáctiletém zaměstnání ve Státním ústavu měnil roku 1980 zaměstnání, když přešel do Státních restaurátorských ateliérů, které po sametové revoluci vystřídal prací pro privátní firmy. Do penze odešel roku 1999 a následně se věnuje konzultacím v oblasti historických technologií. V Praze Losos vede uskupení Pragoclub, které sdružuje železniční modeláře a na pražském Proseku vybudovali veřejnosti přístupné modelové kolejiště.

## Dílo
Svou první knížku, nazvanou Nové metody muzejní konzervace, vydal roku 1959. Během osmdesátých let 20. století vydal Atlas tramvají, dále Dějiny městské dopravy, Vlaky dětských snů, Techniku malby nebo učebnice pro obory s malým zájmem studentů jako jsou pozlačovač, umělecký sklenář či štukatér. Později, roku 1999, sepsal publikaci věnující se salónním vozům z produkce Ringhofferovy vagónky o roku 2001 knihu 150 let městské dopravy v Mostě.
V roce 2023 vydal ve spolupráci s vydavatelem Krušnohorské noviny knihu Ústecko-teplická dráha.